# Carl Hårleman
|  | For stangspringeren af samme navn, se Carl Hårleman (stangspringer) |
Carl Hårleman (27. august 1700 i Stockholm – 9. februar 1753) var en af Sveriges betydeligste arkitekter i 1700-tallet. Han var hovedansvarlig for færdiggørelsen af Stockholm Slot 1754 og overintendant (hofbygmester). Han var en af stifterne af Kungliga Akademien för de fria konsterna og indførte rokokostilen i Sverige. Han blev udnævnt til friherre kort før sin død.

## Uddannelse og karriere
Carl Hårleman var søn af Johan Hårleman, som medvirkede ved anlæggelsen af Kungsträdgården, og Eva Johanna Baartz. Faderen døde, da Carl var barn, men han ville ikke desto mindre gå i faderens fodspor og blev uddannet som arkitekt under Nicodemus Tessin den yngre, faderens medarbejder. 
Hårleman foretog tre rejser, der formede hans æstetik. Den første rejse gik til Paris, hvor han studerede ved det kongelige arkitekturakademi og kunstakademiet 1721–25. Han begav sig dernæst til Italien for at studere religiøs arkitektur. I Paris kunne Hårleman gøre sig fortrolig med rokokoen, der da var et helt nyt stilistisk fænomen. 
1727 kaldtes han af Nicodemus Tessin den yngre hjem fra Venedig for at lede genopførelsen af Stockholm Slot, men da han kom til Sverige, var Tessin død (1728), og sønnen Carl Gustaf Tessin havde taget over som overintendant. Hårleman blev udnævnt til hofintendant, 1741 overintendant og fik overladt den store opgave at færdiggøre Stockholm Slot. 
For at kunne føre sine rokokoplaner ud i livet behøvede han kunstnere indkaldt fra Frankrig, hvorfor han begav sig ud på sin anden rejse dertil. Han bragte et tital malere og billedhuggere med sig hjem. Det blev anledningen til Hårlemans pædagogiske virksomhed: Han deltog i oprettelsen af Ritakademien (nu Kungliga Akademien för de fria konsterna) 1735 for at imødegå behovet for uddannede kunstnere. Hårleman blev den første leder af det ny akademi. 1741 efterfulgte han han Tessin som overintendant. Det indebar, at han fik opsyn med og ansvar for alle bygninger i Sverige. Han indvalgtes i Vetenskapsakademien 1744 og var dets præses i andet kvartal 1746.
Straks derefter foretog han en tredje rejse til Paris, hvor han overværede Ange-Jacques Gabriels nyindretning af Versailles, som imponerede ham såre.
Også som politiker gjorde han sig bemærket. Han havde i mange år sæde i det vigtige "Sekreta utskottet", hvis forslag om ridderordener han forfattede, hvorfor han også blev den første ordensceremonimester.
1748 ægtede han Henrica Juliana von Liewen. Året inden blev han ophøjet til friherre, men da ægteskabet var barnløst endte den friherrelige slægte med ham. Hans hjem på Drottninggatan 88 er bevaret. Carl Hårleman er begravet i Klara Kirke i Stockholm.
Et portræt af Carl Hårleman findes i Ekebladernes sædegård Stola i Strö forsamling nordvest for Lidköping, udført af Olof Arenius.

## Værker
Hårlemans navn er primært knyttet til Stockholm Slot. Da han fik denne opgave, var designet af facaderne i romersk barokstil allerede afsluttet, og Hårleman udførte loyalt dette arbejde, selvom stilen i mellemtiden var blevet gammeldags. I slottets indre fik Hårleman større frihed, og rummene Rigssalen og Vita havet er en blanding af Tessins strenge barok og Hårlemans franskinspirerede rokoko.
Han var også mester for fløjene på Drottningholm Slot, Observatoriet i Stockholm og Konsistoriehuset i Uppsala. I Skåne restaurerede han Brahernes Eriksholm, tegnede det store Övedskloster Slot og de Ramelske familiegodser.
Hårleman udførte også kirketårne, altre og orgelfacader og udformede det karolinske gravkor i Riddarholmskirken. 1750 tegnede han haveanlægget til Uppsala Slot, det vil sige den botaniske have, som Olof Rudbeck den ældre havde ladet anlægge. Haven er nu et kulturminde. I Uppsala tegnede han også ærkebispegården. 
Mauritzberg Slot er formentlig et tidligt værk af Hårleman. Slottet blev brændt ned af russerne i 1719, men blev formentlig genopført af Hårleman for grev Claes Ekeblad. Han var gift med Hedvig Mörner av Morlanda. Slottet stod færdigt 1725 og har beholdt sit oprindelig udseende og gode proportioner.

## Udvalgte værker
- Mauritzberg Slot
- Fuldførelsen og indretningen af Stockholm Slot, Stockholm
- Det karolinske gravkor i Riddarholmskirken, Stockholm
- Åkerö Slot
- Övedskloster Slot, Sjöbo
- Svartsjö Slot
- Svindersvik, Nacka
- Holmentornet i Norrköping
- Stadstornet (Skt. Olai Kirkes kampanile), Norrköping
- Kristineberg Slot, Stockholm
- Fredrikshov Slot, Stockholm
- Stockholms gamle Observatorium
- Hörningsholm Slot, Mörkö, Södertälje
- Öved Kirke
- Lanterninen på Hedemora Kirke
- Palacehuset i Brunnsparken i Göteborg.
- Torönsborg Slot i Sankt Annas Sogn, Söderköpings kommun.
- Sofia Albertina Kirke i Landskrona
- Den botaniske have i Uppsala
- Ærkebispegården i Uppsala
- Genopførelsen af Uppsala Domkirke med nye spir (fjernet 1886-93 af Helgo Zettervall)